# Marie-Ange Casalta
Pour les articles homonymes, voir Casalta (homonymie).
ne pas confondre avec le mannequin Marie-Ange Casta.
Marie-Ange Casalta, née le 6 août 1978 à Toulouse (Haute-Garonne), est une journaliste et animatrice de télévision française.

## Biographie
D'origine corse par son grand-père, Marie-Ange Casalta est titulaire d'un master de journalisme à New York et d'un DESS de journalisme bilingue obtenu à la Sorbonne. 
Marie-Ange Casalta travaille aux États-Unis chez CNN, en Angleterre et aux Pays-Bas mais aussi en Thaïlande pour de l'humanitaire. En 2007, elle travaille pour la chaîne d'information en continu i>Télé avant de rejoindre NRJ Paris en 2008, pour y présenter un journal télévisé et une émission de talk-show. 
En 2008, elle rejoint W9 pour présenter le magazine d'investigation W9 Mag. En avril 2009, elle devient la coprésentatrice du magazine d'investigation Enquête d'action avec François Pécheux, toujours sur W9. De juin à août 2009, elle fait un bref passage sur M6 (maison-mère de W9) en présentant le magazine d'information C'est positif diffusé à la mi-journée. À l'automne 2009, elle crée une société de production baptisée « Avenue 14 ». À partir d'avril 2010, elle présente Vies croisées, un magazine de société. À la suite du départ de François Pécheux pour France 3, elle récupère la présentation du magazine Enquête d'action sur W9.
Entre mars 2010 et juin 2014, elle est joker de Faustine Bollaert et avant d'Estelle Denis à la présentation de 100 % Mag sur M6, en particulier pendant l'été où elle fait découvrir des régions françaises dans L'été de 100 % Mag. Elle a fait une apparition dans la série Mère et Fille, dans son propre rôle. 
Par ailleurs, en 2014, Marie-Ange Casalta rejoint le club des ambassadeurs de la fondation Claude-Pompidou. Cette fondation vient en aide aux personnes rendues vulnérables par la maladie, le handicap et le grand âge depuis 1970.
À partir du 13 juillet 2015, Marie-Ange Casalta est joker de Xavier de Moulins à la tête du 19.45 sur M6. Son premier JT est regardé par 2,14 millions de téléspectateurs, soit une part d’audience de 14,6 %
De 2016 à 2021, toujours comme joker, elle remplace Xavier de Moulins à la présentation du magazine d'information 66 minutes sur M6. 
À l'été 2016, elle présente Zone interdite sur M6.
Depuis le 23 décembre 2016, elle est joker de Nathalie Renoux à la présentation des journaux Le 12.45 et Le 19.45 sur M6.
En 2020, elle présente sur M6 une « pastille » intitulée 100 % immo.
En 2024, à l'occasion de l'élection présidentielle américaine, elle présente USA 2024 - L'Amérique XXL, une série de plusieurs documentaires sur W9 : Être pauvre dans le pays le plus riche du monde, L'Amérique des Rednecks et La face cachée de Los Angeles.

### Vie privée
En 2009, Marie-Ange Casalta se marie avec l'animateur radio, scénariste et producteur Romuald Boulanger (avec qui elle a travaillé en 2016 pour le film Mère et Fille : California Dream). Marie-Ange Casalta a accouché de son premier enfant, un garçon né le 8 juin 2014. Le 1er juin 2016, elle annonce être enceinte de son deuxième enfant. Elle accouche de son deuxième garçon le 10 septembre 2016.

## Filmographie
- 2022 : On the Line de Romuald Boulanger (productrice)